# 12+
『12+』（トゥエルブプラス）は、2011年3月31日にアニゼッタより発売された18禁パソコンゲームソフトである。

## あらすじ
内戦が続いたログレス国は、アーサーが国王として就任し、敵対国を打ち破ったことにより、平安の時を迎えることができた。だが、アーサーは世間知らずだったため、実質的な政治は側近のマーリンが取り仕切っていた。ある日、アーサーは隣国の姫との結婚を命じられるも、異性に対する免疫がなかったために拒否する。一方、マーリンは異性に慣れてもらうべく城内に学園を作り、少女たちと触れ合ってもらおうと考え、アーサーも承諾した。かくして、アーサーの甘い学園生活が始まるのであった。

## 登場人物
アーサー
主人公。
ランスロット
声 - 桃也みなみ
誇り高き女騎士で、騎士としても信頼されている。
トリスタン
声 - 鈴谷まや
クールな雰囲気を醸し出す女騎士。実際はコミュニケーションが苦手な一面も。
ガウェイン
声 - 渋谷ひめ
円卓の騎士たちの中では最年少の騎士。無邪気で甘えん坊な「白」の人格と、横暴な「黒」の人格の持ち主。「黒」の人格は「白」の存在に気付いている。
ケイ
声 - 藍川珪
アーサーの義姉。
マーリン
声 - 霧島はるな
アーサーの側近である魔術師。アーサーに異性に慣れてもらうべく、異世界の情報を基に現代的な学園を作る。魔術師としての腕は一流だが、なかなか本気を出そうとしない。
ティオ
声 - 島田友樹

## スタッフ
- 原画 - ツキトジ
- シナリオ - 狐月
- BGM - アメディオ
- 主題歌 - ひうらまさこ